# Street Life
Street Life è la prima canzone del disco dei Roxy Music Stranded, pubblicato nel 1973 dalla E.G. Records. È tratta dal primo album della band senza Brian Eno. Pubblicato come singolo nel Regno Unito, ha raggiunto la nona posizione in classifica. Nessuno dei precedenti singoli dei Roxy Music (Virginia Plain e Pyjamarama) era stato incluso in loro album, quindi questo è stato il primo in assoluto.

## Cover
Il bassista John Taylor, durante la sua carriera da solista successiva all'abbandono dei Duran Duran avvenuto nel 1997, realizzò un album tributo ai Roxy Music intitolato Dream Home Heartaches: Remaking/Remodeling Roxy Music (pubblicato nel 1999). La nuova versione di Street Life fu eseguita da Gerry Laffy e Simon Laffy, duo accreditato come Phantom 5.
Il gruppo Def Leppard ha realizzato una cover del brano inclusa nell'album Yeah! e Morrissey ha eseguito, più volte, la sua personale interpretazione della canzone durante il suo tour europeo del 2006.

## Tracce
7" Single (Island 13 080 AT)
1. Street Life - 3:27
2. Hula-Kula - 3:23

## Classifiche
| Paese       | Posizione raggiunta |
| ----------- | ------------------- |
| Regno Unito | 9                   |